# C-reaktivní protein

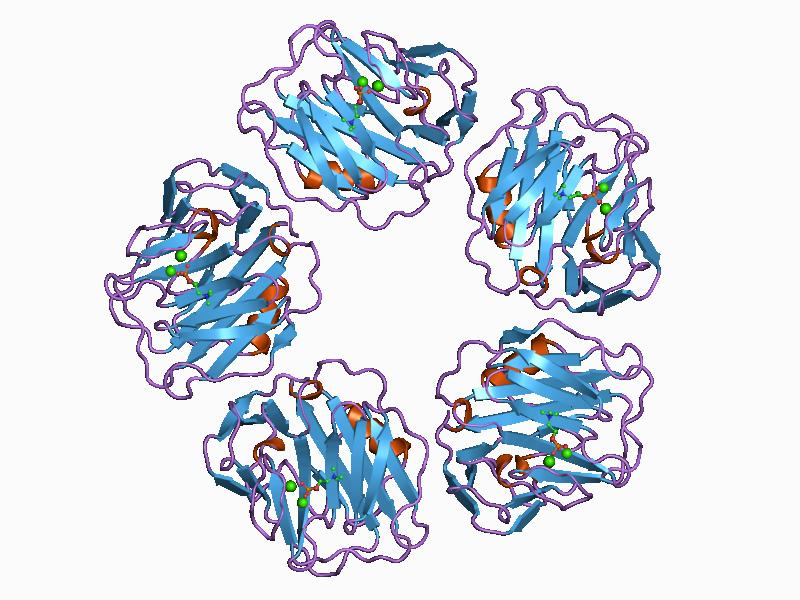
C-reaktivní protein

C-reaktivní protein (CRP) je protein hrající roli opsoninu, který se stanovuje v séru, neboť je jedním z nejdůležitějších reaktantů akutní fáze zánětu. Tento lektin, jehož molekula má pět podjednotek (pentraxin), z nichž každá váže dva ionty vápníku, své jméno získal díky tomu, že precipituje s tzv. C-polysacharidem pneumokoků.

## Význam
CRP je zánětlivým parametrem a jeho plazmatická koncentrace se zvyšuje již za 4 hodiny po navození reakce akutní fáze a v průběhu prvních dvou dnů jeho koncentrace vzroste i více než 100krát. Maximální koncentrace je dosaženo za 24–48 hodin, přibližně 24 hodin je i poločas CRP. Fyziologicky bývá plazmatická koncentrace nižší než 2–8 mg/l. Rychlý a vysoký vzestup CRP (typicky na hodnoty nad 60 mg/l) doprovází především akutní bakteriální infekce, méně obvykle také mykotické infekce. Virové infekce naproti tomu bývají charakterizovány relativně malým vzestupem CRP (zpravidla pod 40 mg/l). Stanovení plazmatické koncentrace CRP proto napomáhá v rozhodnutí, zda zahájit léčbu antibiotiky. Úspěšná antibiotická terapie se pak projeví rychlým poklesem CRP, naopak při neúspěšné léčbě přetrvává zvýšení.
Stanovením CRP lze odhalit mj. riziko pooperační infekce. Třetí den po operaci má jeho koncentrace rychle klesat k normě. Přetrvávající zvýšení nebo jen částečný pokles, následovaný dalším zvýšením, naznačuje přítomnost infekce nebo jiné zánětlivé komplikace. Mírný vzestup CRP provází i infarkt myokardu. Obecně lze také říci, že mírně zvýšené hladiny CRP (obvykle kolem 10 mg/l) patří mezi známky vysokého kardiovaskulárního rizika. Sledování koncentrací CRP je užitečné i při monitorování autoimunitních onemocnění. Nevýhodou CRP je jeho nízká specifita. Na rozdíl od prokalcitoninu neinformuje o tíži orgánového postižení, nýbrž pouze o přítomnosti infektu. Vzájemně se tyto dva markery nenahrazují, ale doplňují.